# 111558 Barrett
111558 Barrett è un asteroide della fascia principale. Scoperto nel 2002, presenta un'orbita caratterizzata da un semiasse maggiore pari a 3,1375512 UA e da un'eccentricità di 0,0543682, inclinata di 11,38613° rispetto all'eclittica.
L'asteroide è dedicato all'astronomo statunitense Michael Barrett.